# Simon Bédaya-Ngaro
Simon Bédaya-Ngaro (né le 28 mai 1936 à Bedaya près de Paoua, République centrafricaine et mort le 29 janvier 2006 à Pierre-Bénite, Rhône, France), est un homme politique centrafricain.

## Biographie
Docteur d'État en Médecine de l'Université de Paris en 1962 et Professeur Agrégé de Chirurgie Générale en 1975.
Il est en 1979, ministre d'État à la Santé et aux Affaires Sociales, puis ministre des Affaires étrangères de 1980 à 1981 et ministre des Affaires étrangères et de la Francophonie de 1993 à 1996.

### Vie privée
Il est le père adoptif d'Armel Sayo, militaire et ministre de la Jeunesse et des Sports.
Il est le père du chanteur Singuila